# Župnija Kostanjevica na Krki
Župnija Kostanjevica na Krki je rimskokatoliška teritorialna župnija Dekanije Leskovec Škofije Novo mesto.
Do 7. aprila 2006, ko je bila ustanovljena Škofija Novo mesto, je bila župnija del Nadškofije Ljubljana.
V župniji so postavljene Farne spominske plošče, na katerih so imena vaščanov iz okoliških vasi (Črešnjevec, Črneča vas, Dobe, Dobrava, Dolnja prekopa, Dolšce, Globočice, Gornja prekopa, Grič, Jablance, Kočarija, Kostanjevica, Malence, Male vodenice, Orehovec, Oštrc, Ržišče, Sajevcem, Vrbje in Velike vodenice), ki so padli nasilne smrti na protikomunistični strani v letih 1942-1945. Skupno je na ploščah 117 imen.

## Sakralni objekti
| #               | Slika                     | Cerkev                                                                                    | Naselje                    |
| --------------- | ------------------------- | ----------------------------------------------------------------------------------------- | -------------------------- |
| 1.              | Klikni za spremembo slike | Cerkev sv. Jakoba                                                                         | Kostanjevica na Krki       |
| 2.              | Klikni za spremembo slike | Cerkev sv. Marije Magdalene                                                               | Oštrc                      |
| 3.              | Klikni za spremembo slike | Cerkev sv. Marije Magdalene                                                               | Ržišče                     |
| 4.              | Klikni za spremembo slike | Cerkev Marije Tolažnice                                                                   | Male Vodenice              |
| 5.              | Klikni za spremembo slike | Cerkev Matere Dobrega sveta                                                               | Globočice pri Kostanjevici |
| 6.              | Klikni za spremembo slike | Cerkev sv. Miklavža                                                                       | Kostanjevica na Krki       |
| 7.              | Klikni za spremembo slike | Cerkev sv. Mohorja in Fortunata                                                           | Črneča vas                 |
| Nekdanja cerkev |                           |                                                                                           |                            |
| 1.              | Klikni za spremembo slike | Cerkev Marijinega oznanjenja (nekdanja cistercijanska cerkev, danes prireditveni prostor) | Kostanjevica na Krki       |